# Maria Emilie Engel
Irmã Maria Emilie Engel foi uma educadora alemã que está sendo considerada num processo de beatificação depois de morrer em "odor de santidade" em 20 de novembro de 1955. 

## História
Maria nasceu no dia 6 de fevereiro de 1893, em Husten, Alemanha. Em 1914, concluiu o curso de magistério e passou a lecionar. Em 1926, a convite do padre José Kentenich, foi para Schoenstatt para ali cooperar na fundação do Instituto das Irmãs de Maria de Schoenstatt. Foi membro do Conselho Geral do instituto e mestra de noviças, revelando-se exímia educadora. Já doente, numa cadeira de rodas, foi nomeada pelo fundador, superiora provincial. Em Koblenz-Metternich, em 20 de novembro de 1955, veio a falecer. Está sepultada no cemitério das Irmãs de Maria de Schoenstatt.